# Sociedade de Paleontologia de Vertebrados
A Sociedade de Paleontologia de Vertebrados (em inglês: Society of Vertebrate Paleontology) foi fundada nos Estados Unidos em 1940, para as pessoas com um interesse em paleontologia de vertebrados; em 2014 tinha cerca de 2 000 membros internacionalmente, e realiza reuniões anuais, a maioria, mas não todos na América do Norte. Em 2017 a reunião realiza-se em Calgary. Afirma fins exclusivamente educacionais e científicos, com o objetivo de "avançar a ciência da paleontologia de vertebrados e para servir os interesses comuns e facilitar a cooperação de todas as pessoas envolvidas com a história, evolução, anatomia comparada, e taxonomia de animais vertebrados, bem como a ocorrência de campo, coleta e estudo de vertebrados fósseis e da estratigrafia das camas em que eles são encontrados." A Sociedade também está preocupada com a conservação e preservação de sítios fósseis. Todos os anos, a SVP atribui vários prémios, sendo o mais prestigiado o Romer-Simpson Award. O primeiro português membro desta sociedade foi o paleontólogo Octávio Mateus que aparece no filme institucional "We are SVP".